# ایلانگ: تشکیلات گرگ
ایلانگ: تشکیلات گرگ  ( کره‌ای: 인랑; هانجا: 人狼; لاتین‌نویسی اصلاح‌شده: Illang; lit. Human-Wolf) یک فیلم سینمایی اکشن و علمی تخیلی محصول سال ۲۰۱۸ کره جنوبی به کارگردانی کیم جی-وون و با بازی گانگ دونگ وون ، هان هیو جو ، جونگ وو سونگ و کیم مو یول است.   این فیلم در جشنواره بین‌المللی فیلم سن‌سباستین برای صدف طلایی شرکت کرد و به دومین فیلم موفق کره جنوبی تبدیل شد. 

## خلاصه داستان
در آینده‌ای دور (سال ۲۰۲۹) کره شمالی و کره جنوبی موافقت کرده‌اند که دولتی مشترک تشکیل دهند و در حال آماده سازی مقدمات آن هستند اما مخالفان این طرح تصمیم دارند با تمام قدرت ایستادگی کنند و……   و سر بمب دونده سکت. 

## تولید
بودجه این فیلم توسط کمپانی Union Investment Partners تأمین شد و تولید آن در سال ۲۰۱۳ اعلام شد.  فیلمبرداری در ۱۶ آگوست ۲۰۱۷ در Studio Cube ، مجموعه فیلمبرداری کره جنوبی آغاز شد و در ۲۳ مارس ۲۰۱۸ به پایان رسید.  